# Filmfare Award South du meilleur acteur débutant
Le Filmfare Award South du meilleur acteur débutant est une récompense attribuée depuis 2000 par le magazine indien Filmfare dans le cadre des Filmfare Awards South annuels pour les films en kannada, malayalam, tamoul et telougou.

## Lauréats
- 2000 : Madhavan - Alaipayuthey en tamoul [1]
- 2001 :
- 2002 : Nithin - Jayam en télougou
- 2003 : Vishnu Manchu - Vishnu en télougou
- 2004 : Ravi Krishna - 7G Rainbow Colony en tamoul [2]
- 2005 : Arya - Arinthum Ariyamalum en tamoul [3]
- 2006 : Ram - Devadasu en télougou
- 2007 : Ram Charan Teja - Chirutha en télougou [4]
- 2008 : Shanthnoo Bhagyaraj - Sakkarakatti en tamoul
- 2009 : Naga Chaitanya - Josh en télougou
- 2010 : Rana Daggubati - Leader en télougou
- 2011 : Aadi - Prema Kavali en télougou

- 2012 - 2 vainqueurs[5] :
  - Udhayanidhi Stalin - Oru Kal Oru Kannadi en tamoul [5]
  - Dulquer Salmaan - Second Show en malayalam

- 2013 - 2 vainqueurs[6] :
  - Gautham Karthik - Kadal en tamoul [6]
  - Nivin Pauly - Neram en tamoul

- 2014 - 2 vainqueurs[7] :
  - Bellamkonda Sai Srinivas - Alludu Seenu en télougou [7]
  - Dulquer Salmaan - Vaayai Moodi Pesavum en tamoul

- 2015 - 2 vainqueurs[8] :
  - G. V. Prakash Kumar - Darling en tamoul [8]
  - Akhil Akkineni - Akhil en télougou

- 2016 : Shirish Saravanan - Metro en tamoul